# Erowal Bay
Erowal Bay – miasto w Australii, w stanie Nowa Południowa Walia.